# 誓願
誓願（せいがん）には、次の意味がある。
1. 神仏に誓いを立てて、事の成就を願うこと[1]。願掛け[2]。
2. 上座部仏教における波羅蜜のひとつ、Adhiṭṭhāna。
3. 大乗仏教において、仏や菩薩が一切衆生を救おうとして立て、必ず成し遂げようと定めた誓い[1]。本記事で詳述。
4. カトリック教会で修道者となる際に、神に清貧・貞潔・従順の三つの誓いを立てること[1]。修道誓願を参照。
5. 誓願 (小説) - マーガレット・アトウッドの小説作品。

## 大乗仏教
大乗仏教における誓願（せいがん、梵: praṇidhāna, プラニダーナ）とは、仏や菩薩が一切衆生を救おうとして立て、必ず成し遂げようと定めた誓いのこと。また、大乗仏教において、仏道を志すものが願いを成就させるという誓いを立てること。菩薩が一切衆生を救済するという願いと誓いを立て、願いが叶うまでは自分が涅槃には赴かないとする。大乗仏教徒によって強調された。また阿弥陀仏の本願も誓願と同じ。
四弘誓願は全ての仏・菩薩に共通する。その他に、薬師如来の十二願、阿弥陀如来の四十八願、釈迦如来の五百大願などがある。

### 四弘誓願
四弘誓願（しぐせいがん）とは、菩薩が仏道を求めるとき、最初に立てる四つの誓願のこと。菩薩が普遍的に追求すべきものであるとされているため、全ての菩薩の共通の誓願である。上求菩提・下化衆生（上の如来に菩提を求め・下の衆生を化益する）の願は、この四弘誓願をもって要制するという。この原型は「心地観経」功徳荘厳品に説かれているが、このようにはっきりと形になったのは、天台宗の祖・智顗の「摩訶止観」10下である。
- 衆生無辺誓願度（しゅじょうむへんせいがんど） - 地上にいるあらゆる生き物をすべて救済するという誓願
- 煩悩無量誓願断（ぼんのうむりょうせいがんだん） - 煩悩は無量だが、すべて断つという誓願
- 法門無尽誓願智（ほうもんむじんせいがんち） - 法門は無尽だが、すべて知るという誓願
- 仏道無上誓願成（ぶつどうむじょうせいがんじょう） - 仏の道は無上だが、かならず成仏するという誓願

日本仏教のほとんどの宗派の在家檀信徒が日常読経すべきものとされている。なお、煩悩無量誓願断を煩悩無尽誓願断、法門無尽誓願智を法門無量誓願学とするなど、宗派によって多少の語句の違いがある。
また下記の通り、もう一義があり、場合によってはこれを四弘誓願ということもある。
1. 未度の者を度せしめん　いまだ済度せざる者を済度せしめんとす
2. 未解の者を解せしめん　いまだ理解せざる者を理解せしめんとす
3. 未安（みあん）の者を安ぜしめん　いまだ安心せざる者を安心せしめんとす
4. 未涅槃の者を涅槃せしめん　いまだ涅槃せざる者を涅槃せしめんとす

ただし、禅系の三宗（曹洞宗・臨済宗・黄檗宗）では、台詞が違うことに注意する必要がある。次の四弘誓願（しくせいがん）になっている：
- 衆生無辺誓願度（しゅじょうむへんせいがんど）
- 煩悩無尽誓願断（ぼんのうむじんせいがんだん）
- 法門無量誓願学（ほうもんむりょうせいがんがく）
- 仏道無上誓願成（ぶつどうむじょうせいがんじょう）